# Šťáhlavy
Šťáhlavy è un comune della Repubblica Ceca facente parte del distretto di Plzeň-město, nella regione di Plzeň.

## Monumenti e luoghi d'interesse

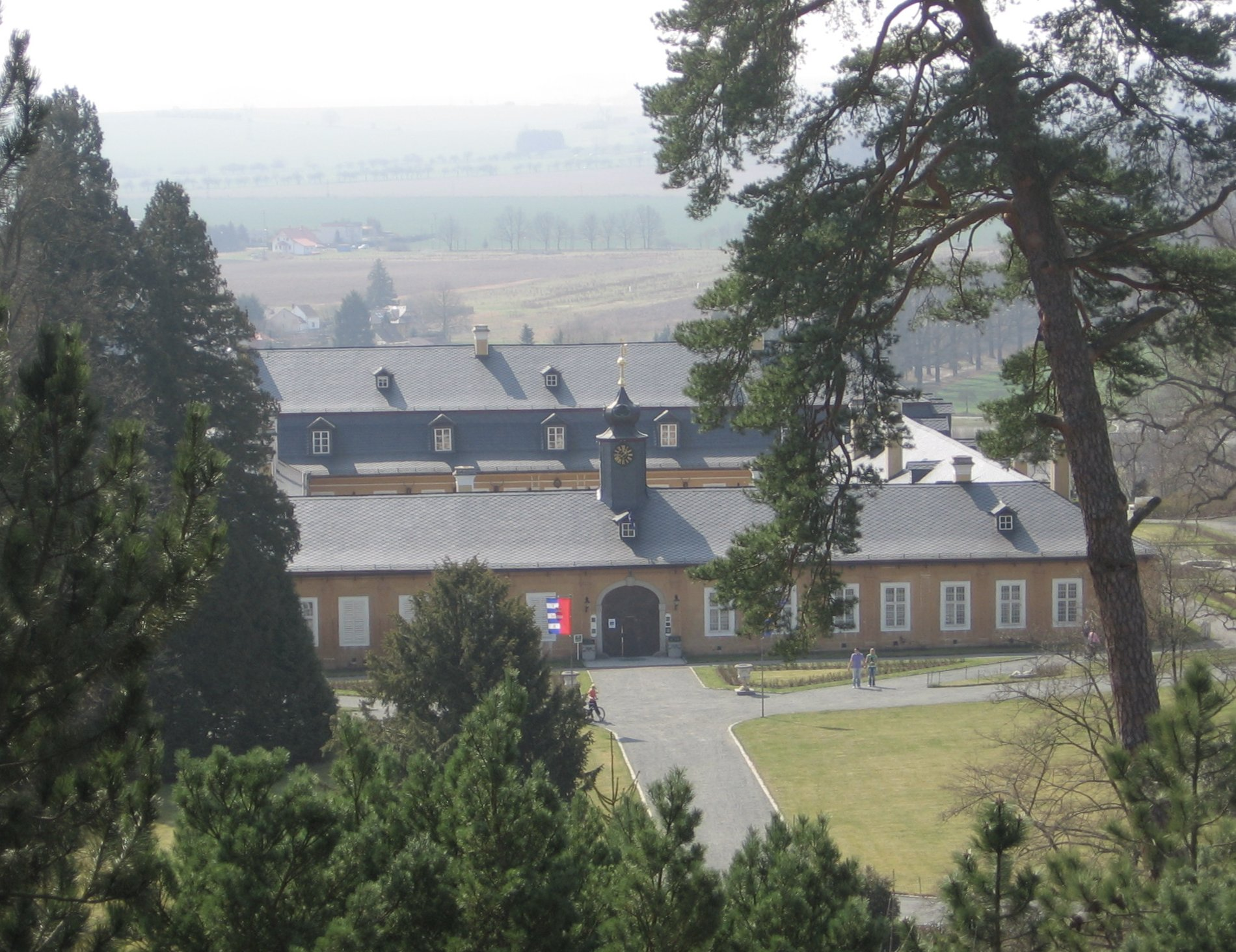
Il castello visto dall'alto

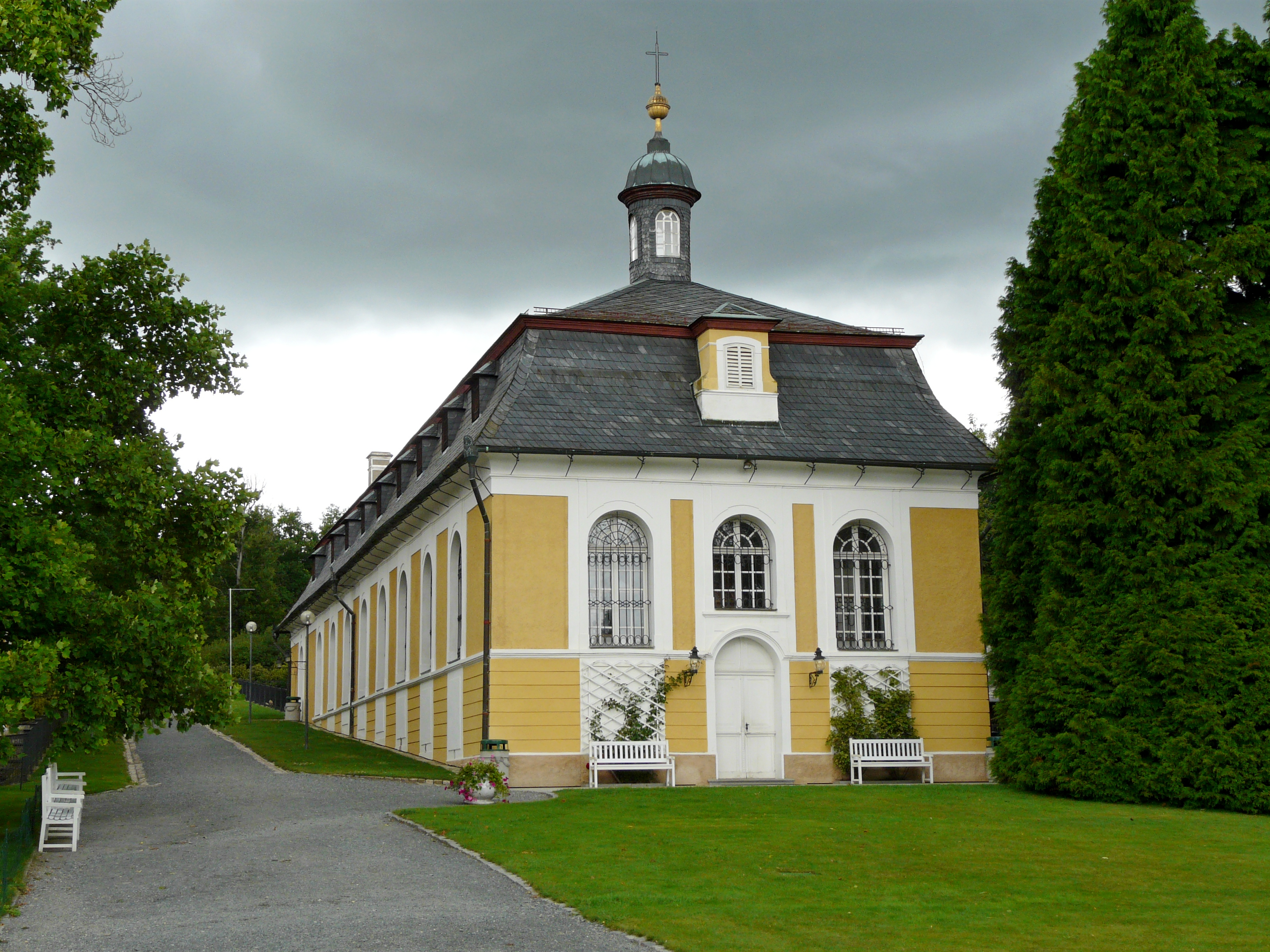
La chiesa del castello

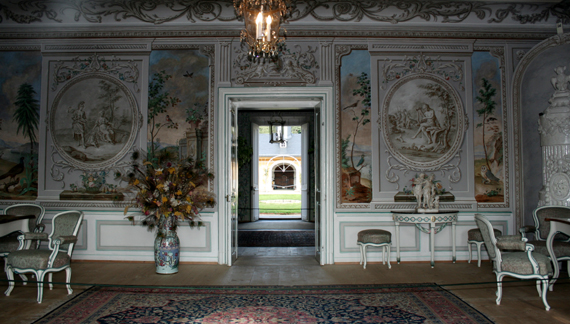
Interno di una sala

- Castel Kozel. Si tratta di un castello di caccia neoclassico edificato per Giovanni Adalberto Černín verso la fine del XVIII secolo.[3] L'interno custodisce collezioni di opere d'arte dell'epoca e preziose pitture murali a secco di Antonín Tuvora.  Degni di nota sono anche il teatro del castello, la chiesa, in cui si tengono concerti, e il maneggio, nel quale vengono allestite esposizioni d'arte. L'ampio parco presenta interesse paesaggistico e naturalistico.